# Arab al-Mulk
Arab al-Mulk (arab. عرب الملك) – miejscowość w Syrii, w muhafazie Latakia. W 2004 roku liczyła 3580 mieszkańców.